# ムカンナア
ハーシム・アル＝ムカンナア（Hashim Al-Muqanna, アラビア語: المقنع, "ベールのハーシム"（Hashim The Veiled）, "メルヴのハキム"（Hakim of Merv）, 生年不明 - 783年）は、ペルシアで預言者を僭称した反乱指導者。彼はゾロアスター教とイスラム教を混合した教団を組織していた。現在は彼の思想は主流のイスラム教各派からは異端扱いされている。ムカンナアとは仮面の意。

## 生涯
ムカンナアはハーシム・イブン・ハキム（Hashim ibn Hakim）というメルヴ（現在はトルクメニスタン）出身のペルシア人であった。若い頃は染物職人として過ごした。そして大ホラーサーンのアブー・ムスリム配下の暗殺者を経て、アブー・ムスリムの部隊長となった。
そしてアブー・ムスリムがアッバース朝のマンスールによって粛清された後は、アブー・ムスリムの死を否定し、アブー・ムスリムはアダムやノアの生まれ変わりで神の化身と主張し、自らはその預言者の役割になるようムハンマドやアリーから預言を受けたと主張した。
アル＝ムカンナアは預言者として自らの美しさを見せてはならないために常に顔をベールで覆っていたと伝えられている。敵対者であるアッバース朝からはそれを預言僭称者の醜さを隠すため、または禿で片目であるからだとされていた。
彼の信奉者たちはアッバース朝の象徴である黒に対応して白い服を着用しムバイイダ（白衣を着る者の意）と呼ばれていた。アル＝ムカンナアは魔術を使用し奇跡を起こせる預言者として、彼の信奉者たちから崇拝されていた。
アル＝ムカンナアはクラミーヤの形成に尽力し、現地の農民とトルコ人部族民が信奉者として多数集った。
776年にアブー・ムスリムをマフディーであると主張していたアル＝ムカンナアと彼の信奉者は反アッバース朝を掲げ周辺の他のイスラム教徒の街やモスクを襲撃し略奪をはじめたので、アッバース朝は反乱を鎮圧するために軍隊を派遣しそれを鎮圧した（ムカンナアの乱、776年 - 783年）。
783年にアル＝ムカンナアは敗色が濃厚になると自分自身ではなく、アブー・ムスリムが捕らわれてはいけないとして、自らは服毒自殺したのちに籠城していた宮殿を放火した。アル＝ムカンナアはケシュ近郊で死亡したとされる。
アル＝ムカンナアの死後も教団は預言者が再び戻ってくるときを待って12世紀まで存続したという。

## 後世の文化への影響
トマス・ムーアは叙事詩『ララ・ルーフ』（Lalla-Rookh 1817）の中でアル＝ムカンナアをモデルとしたモカンナというキャラクターを「ホラーサーンのベールの預言者（The Veiled Prophet of Khorassan）という表題で発表している。
セントルイスのとあるビジネスマンが前述のトマス・ムーアの詩を引用して1878年にベールの預言者協会という組織を設立者は伝説のモカンナであるとのでっちあげで設立した。それから時が経て協会は年次フェアーとして「ベールの預言者フェアー」（Veiled Prophet Fair）を開催している。フェアーは1992年にフェアー・セントルイスと改名された。
アルゼンチンの小説家のホルヘ・ルイス・ボルヘスはショートストーリー集『汚辱の世界史』の一編でムカンナアの生涯を「仮面の染物師、メルヴのハキム」（The Masked Dyer, Hakim of Merv, a 1934）として発表している。